# Ghiacciaio Cotton
Il ghiacciaio Cotton è un ghiacciaio lungo circa 20 km situato nella regione centro-occidentale della Dipendenza di Ross, in Antartide. Il ghiacciaio, il cui punto più alto si trova a circa 1200 m s.l.m., si trova in particolare a sud della dorsale Clare, dove fluisce verso nord-est, scorrendo tra la scogliera Sperm, a nord, e il monte Queer, a sud, fino ad arrivare nei pressi del nunatak Redcliff.

## Storia
Il ghiacciaio Cotton è stato mappato dai membri della spedizione Terra Nova, condotta dal 1910 al 1913 e comandata dal capitano Robert Falcon Scott, ed è stato così battezzato da Thomas Griffith Taylor, capo della squadra occidentale della spedizione, in onore del professor Leo A. Cotton, del dipartimento di geologia dell'Università di Sidney, che fu anche membro della spedizione Nimrod, condotta dal 1907 al 1909 e comandata da Ernest Shackleton.